# Great Olympics
Great Olympics is een Ghanese voetbalclub uit de hoofdstad Accra. De club werd twee keer landskampioen in de jaren zeventig. In 2008 degradeerde de club uit de hoogste klasse. De club kon na één seizoen terugkeren maar degradeerde ook weer meteen. De club keerde nog terug voor het seizoen 2014/15 en opnieuw in 2017.

## Palmares
Landskampioen
1970, 1974
Beker van Ghana
Winnaar: 1975, 1983, 1995
Finalist: 1999

## Bekende spelers
- Godwin Attram
- Daniel Addo
- Ali Ibrahim
- Richard Kingson
- Laryea Kingston